# Пташник Богдан Йосипович

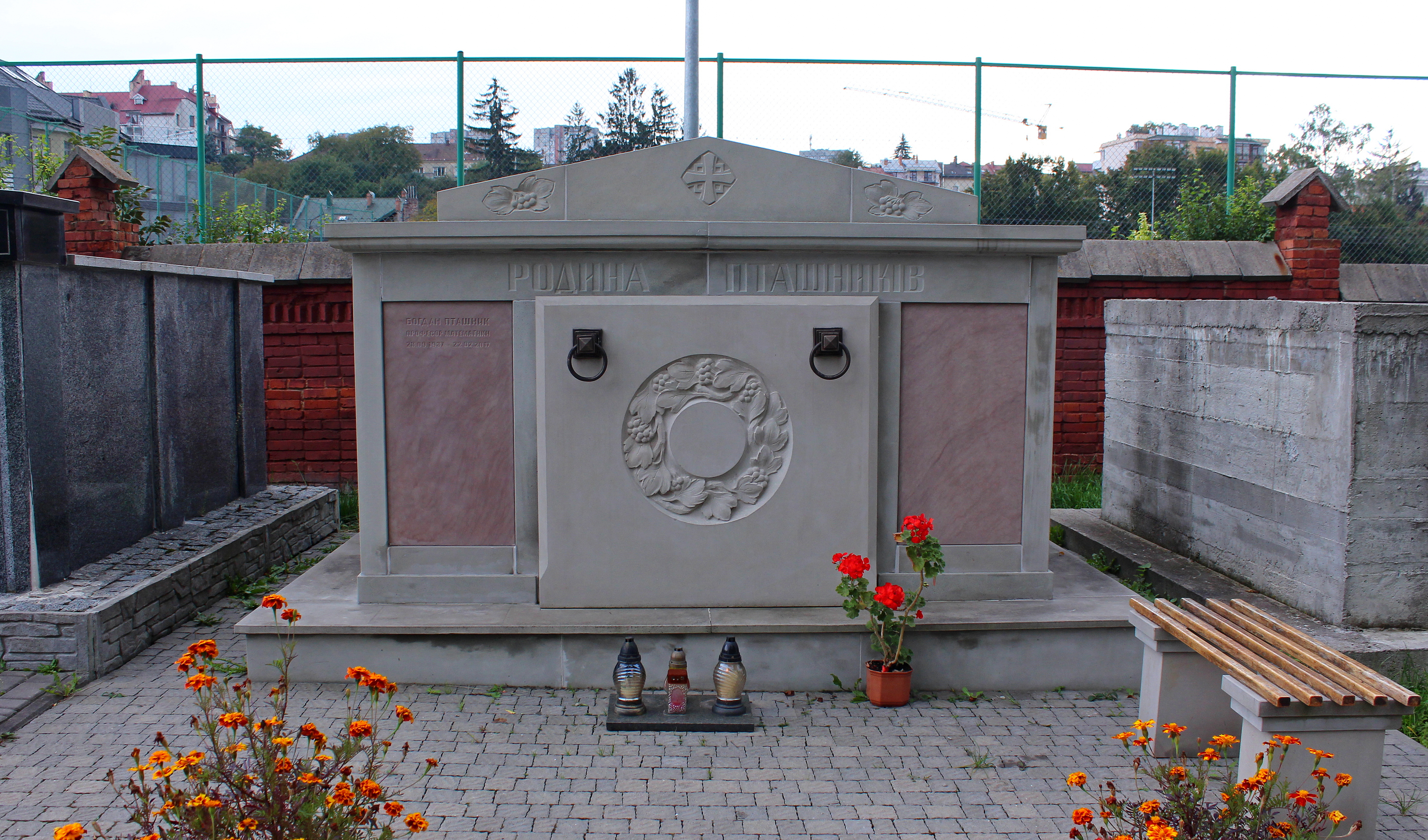

Богдан Йосипович Пташник (28 вересня 1937 — пом.22 лютого 2017) — український учений-математик. Доктор фізико-математичних наук, професор. Член-кореспондент НАН України. Академік АН ВШ України з 2002 р.

## Біографія
Народився в селищі Богородчани (тепер — Івано-Франківська область). 
Закінчив Івано-Франківський державний педагогічний інститут (1959) та аспірантуру при Інституті математики АН України (1966). Учитель математики Росільнянської СШ Богородчанського району Івано-Франківської обл. (1959—1961); асистент кафедри вищої математики Івано-Франківського державного педагогічного інституту (1961—1963); асистент (1966—1969), доцент із погодинною оплатою (1970—1989) і професор за сумісництвом (1990—2000) кафедри диференціальних рівнянь ЛДУ ім. І. Франка; професор із погодинною оплатою кафедри математичного аналізу та прикладної математики Прикарпатського університету ім. В. Стефаника (1992—2005), професор за сумісництвом кафедри прикладної математики Національного університету «Львівська Політехніка» (з 2000 р.). 
Від 1969 р. основне місце праці — Інститут прикладних проблем механіки і математики імені Я. С. Підстригача НАН України: старший науковий співробітник (1969—1982); завідувач лабораторії (1982—1990); завідувач відділу математичної фізики (з 1990 р.). Кандидат фізико-математичних наук (1969), доктор фізико-математичних наук (1989), професор (1990).
Центральне місце у науковому доробку займають результати із сучасної теорії рівнянь із частинними похідними.

## Наукова діяльність
У 1967 році захистив кандидатську дисертацію «Задача типа Валле Пуссена и некоторые краевые задачи для линейных гиперболических уравнений», науковий керівник — Скоробогатько Віталій Якович.
У 1989 році захистив докторську дисертацію «Некласичні крайові задачі для диференціальних рівнянь з частинними похідними».
Автор 215 наукових праць, серед яких 4 монографії:
- «Елементи якісної теорії диференціальних рівнянь з частинними похідними» (1972, співавтори: О. І. Бобик, П. І. Боднарчук, В. Я. Скоробогатько);
- «Некорректные граничные задачи для дифференциальных уравнений с частными производными» (1984);
- «Скоробогатько Віталій Якович» (1997, співавтори: О. І. Бобик, Д. І. Боднар, П. І. Каленюк, В. О. Пелих);
- «Нелокальні крайові задачі для рівнянь із частинними похідними» (2002, співавтори: В. С. Ільків, І. Я. Кміть, В. М. Поліщук, за редакцією Б. Й. Пташника).

Під його керівництвом успішно захищено докторська та 14 кандидатських дисертацій; він є науковим консультантом по 2-х докторських дисертаціях
У 1998 р. отримав ґрант для вчених та викладачів науково-освітньої програми Міжнародного фонду «Відродження».
Член-кореспондент НАН України (2003).

## Поховання
Поховання відбулося 25 лютого 2017 року на 79 полі Личаківського цвинтаря.